# Dutton Cars
Dutton Cars – brytyjski producent samochodów z siedzibą w Littlehampton, w hrabstwie West Sussex w Anglii.
W latach 1969–1989 Dutton zajmował się produkcją licznych kit carów. Po kilkuletniej przerwie, w 1995 roku rozpoczęto produkcję pływających samochodów. Oferowane pojazdy bazują na samochodach Ford Fiesta i Suzuki Samurai.